# Placówka Straży Granicznej I linii „Kopanica”

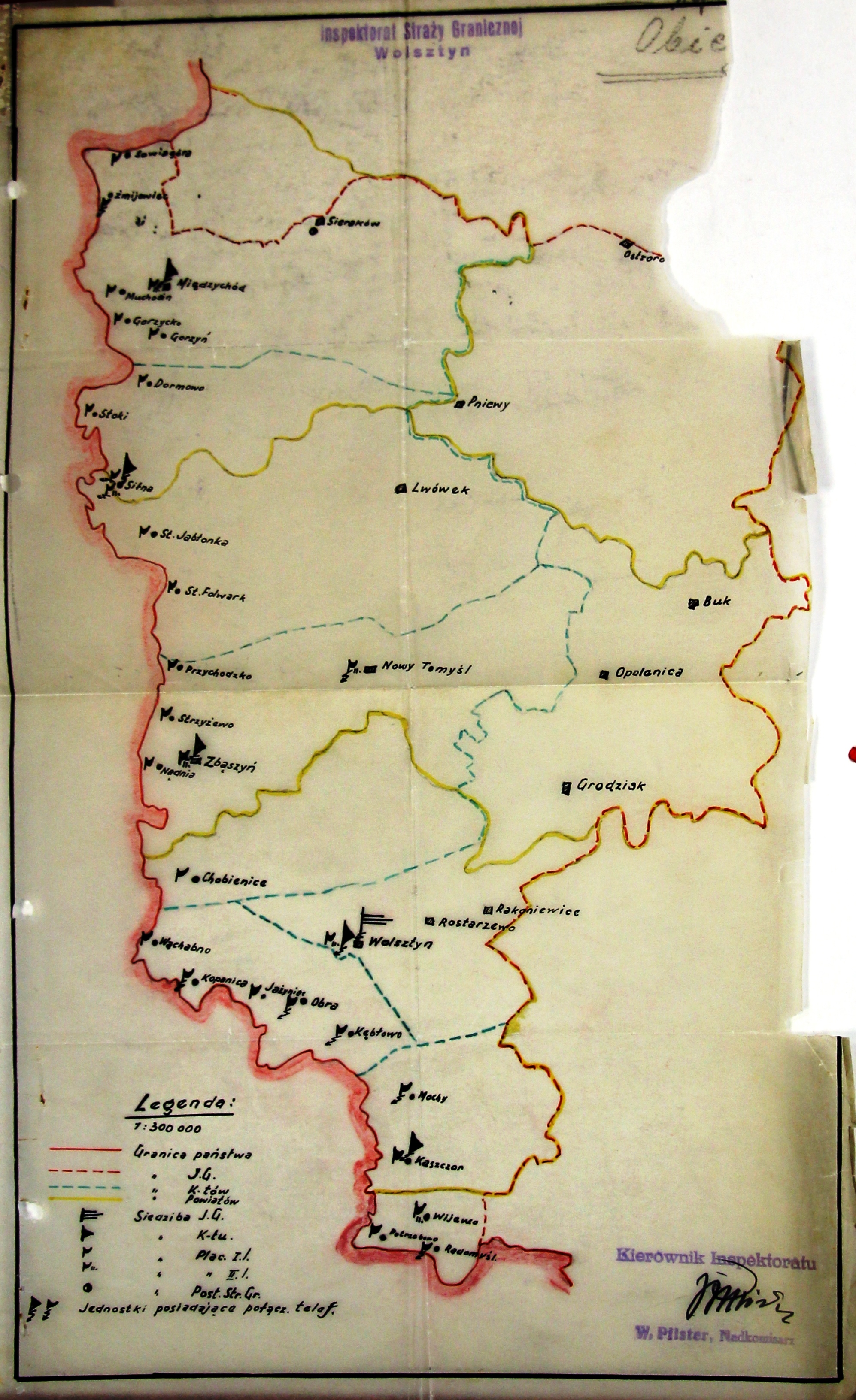
Szkic Inspektoratu Granicznego „Wolsztyn”

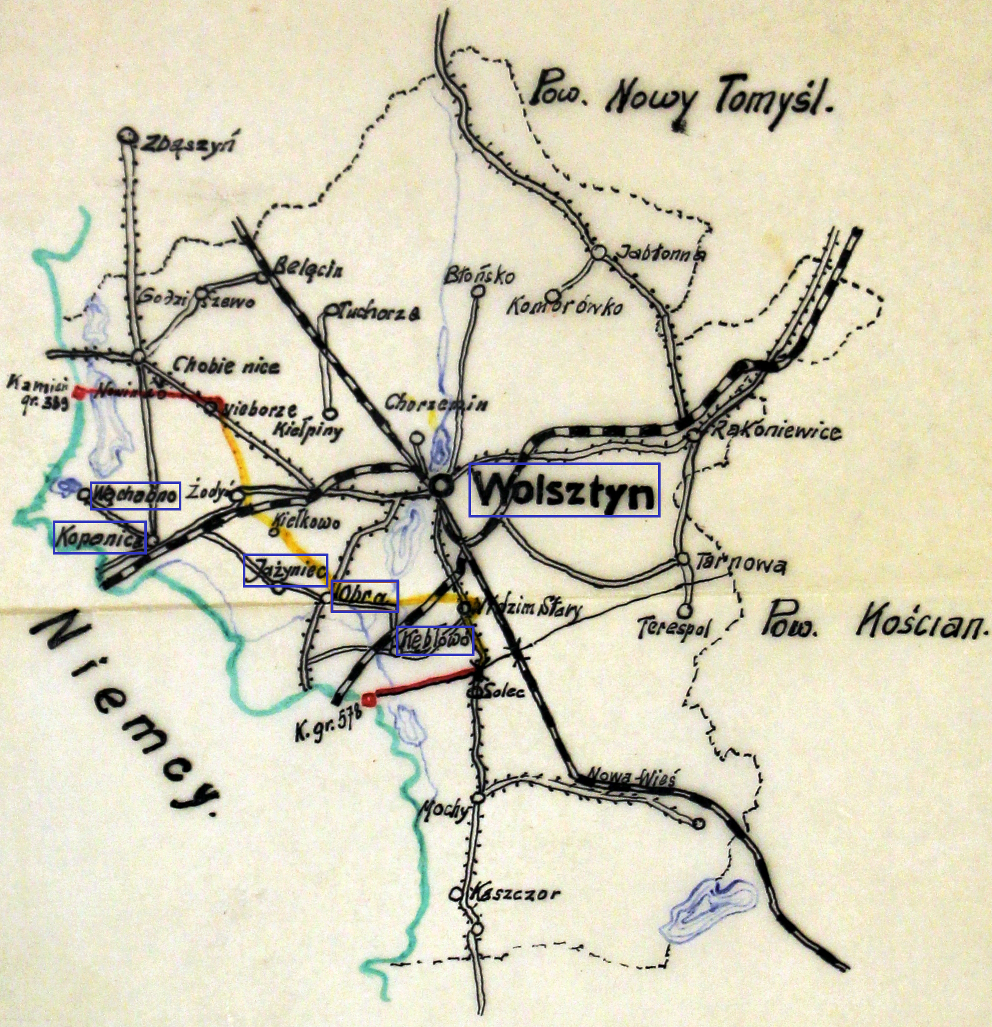
Szkic komisariatu „Wolsztyn”

Placówka Straży Granicznej I linii „Kopanica” – jednostka organizacyjna Straży Granicznej pełniąca służbę ochronną na granicy polsko-niemieckiej w okresie międzywojennym.

## Geneza
Na wniosek Ministerstwa Skarbu, uchwałą z 10 marca 1920 roku, powołano do życia Straż Celną. Od połowy 1921 roku jednostki Straży Celnej rozpoczęły przejmowanie odcinków granicy od pododdziałów Batalionów Celnych. Proces tworzenia Straży Celnej trwał do końca 1922 roku. Placówka Straży Celnej „Kopanica” weszła w podporządkowanie komisariatu Straży Celnej „Kopanica” z Inspektoratu SC „Międzychód”.

## Formowanie i zmiany organizacyjne
Rozporządzeniem Prezydenta Rzeczypospolitej Polskiej Ignacego Mościckiego z 22 marca 1928 roku, do ochrony północnej, zachodniej i południowej granicy państwa, a w szczególności do ich ochrony celnej, powoływano z dniem 2 kwietnia 1928 roku  Straż Graniczną.
Rozkazem nr 3 z 25 kwietnia 1928 roku w sprawie organizacji Wielkopolskiego Inspektoratu Okręgowego dowódca Straży Granicznej gen. bryg. Stefan Pasławski określił strukturę organizacyjną komisariatu SG „Wolsztyn”. Placówka Straży Granicznej I linii „Kopanica” znalazła się w jego strukturze.

## Służba graniczna
Placówka w 1936 roku mieścił się w Kopanicy, ulica Poniatowskiego 5. Posiadała telefon (nr 4). Ochraniała odcinek granicy państwowej długości 14 km. Według innego pomiaru 13924 m.
Na terenie placówki znajdowało się drogowy przejściowy punkt graniczny. Punkt ochraniało  całodobowo trzech strażników granicznych w systemie 8- godzinnym. Ponadto czynnych było 11 przejść gospodarczych. Znajdowały się przy kamieniach granicznych nr 461, 463, 465, 467, 468, 477, 480, 482, 484, 487, 488, 490.
Sąsiednie placówki
- placówka Straży Granicznej I linii „Wąchabno” ⇔ placówka Straży Granicznej I linii „Obra” − 1928[6]
- placówka Straży Granicznej I linii „Wąchabno” ⇔ placówka Straży Granicznej I linii „Jażyniec” − styczeń 1930[11]

## Kierownicy/dowódcy placówki
| stopień    | imię i nazwisko | okres pełnienia służby | kolejne stanowisko |
| ---------- | --------------- | ---------------------- | ------------------ |
| przodownik | Józef Błaszczak | był w 1932 –           |                    |